# Катценельнбоген
Катценельнбоген (нім. Katzenelnbogen) — громада в Німеччині, розташована в землі Рейнланд-Пфальц. Входить до складу району Рейн-Лан. Центр об'єднання громад Катценельнбоген.
Площа — 9,20 км2. Населення становить 2169 ос. (станом на 31 грудня 2020).

## Галерея

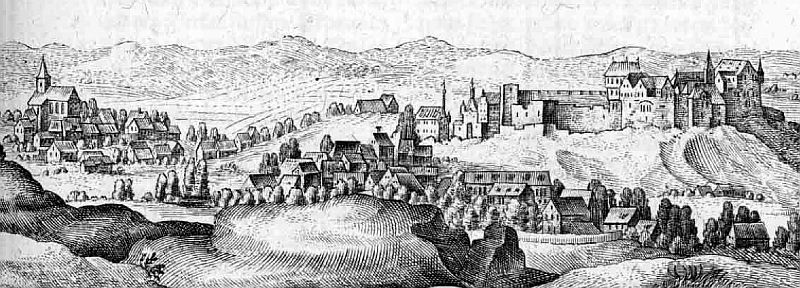
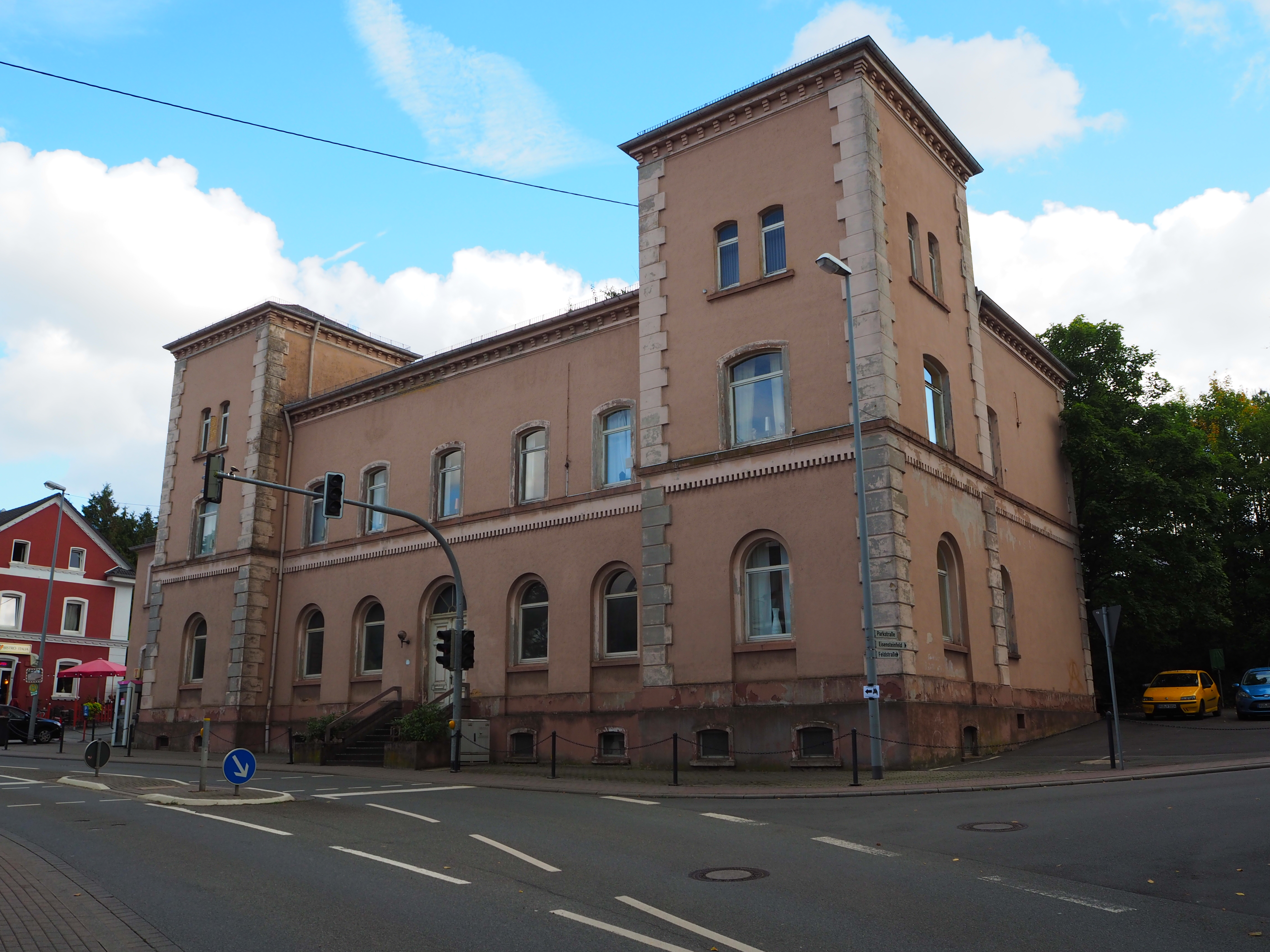
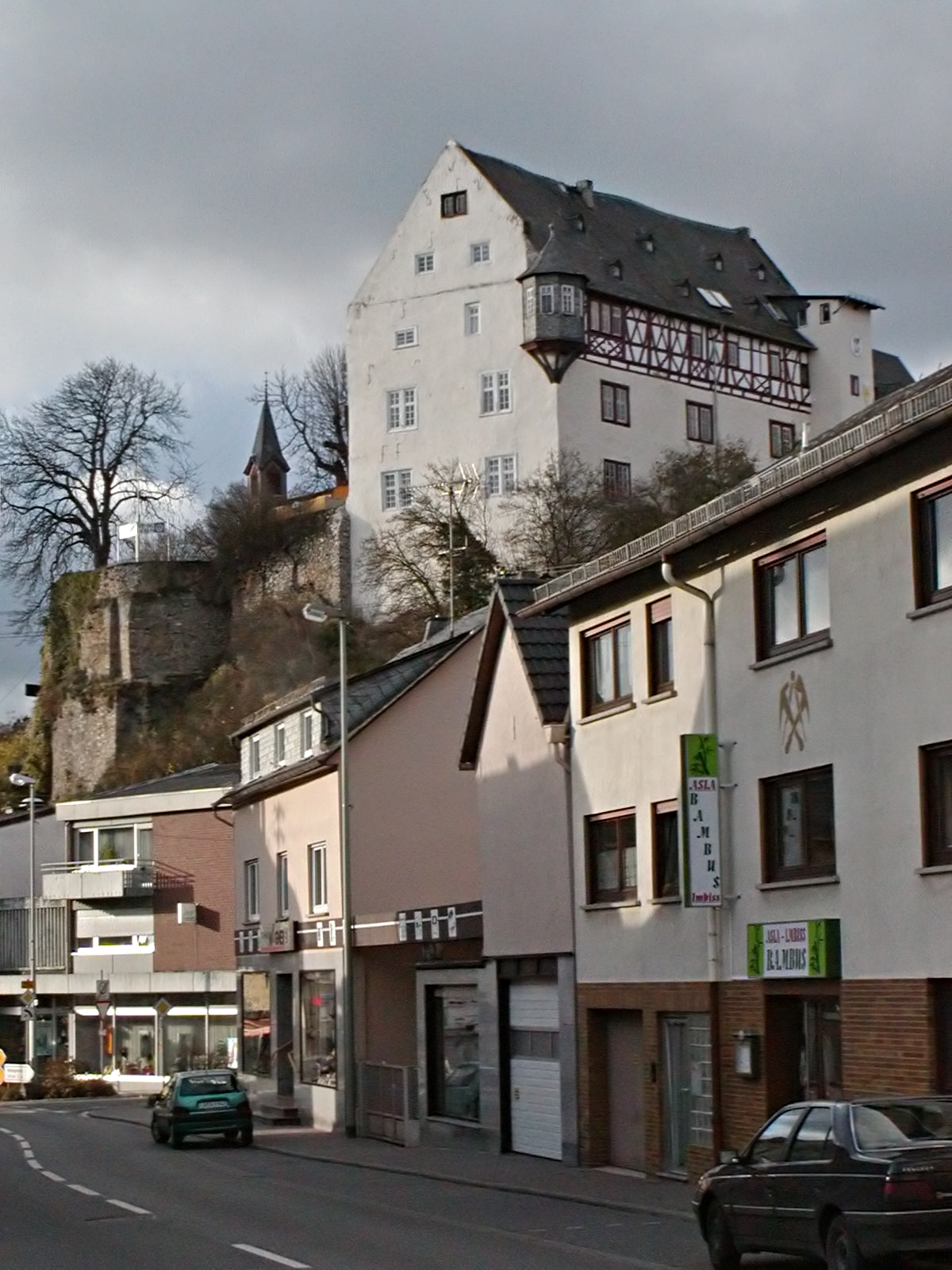